# Hyphydrus dissimilis
Hyphydrus dissimilis är en skalbaggsart som beskrevs av Olof Biström 1983. Hyphydrus dissimilis ingår i släktet Hyphydrus och familjen dykare. Inga underarter finns listade i Catalogue of Life.